# Zveza svobodnih sindikatov Slovenije
Zveza svobodnih sindikatov Slovenije (ZSSS) je neprofitna, prostovoljna in demokratična organizacija, neodvisna od političnih strank, parlamenta, vlade in verskih skupnosti. Osnovana je bila 7. aprila 1990 ob razpadu enostrankarskega sistema v Sloveniji. Danes združuje 23 sindikatov dejavnosti iz različnih sektorjev celotne Slovenije. Zaradi svoje reprezentativnosti na ravni države zveza aktivno sodeluje v ekonomsko-socialnem svetu, kjer skupaj z delodajalci in vlado usklajuje predloge zakonov in drugih pomembnih podzakonskih aktov ter dokumentov.

## Predsedniki
- Dušan Semolič (1991—2017)
- Lidija Jerkič (2017—danes)

## Člani zveze
- Sindikat državnih in družbenih organov Slovenije - SDDO
- Sindikat delavcev energetike Slovenije - SDE
- Sindikat finančnih organizacij Slovenije - SFOS
- Sindikat delavcev gostinstva in turizma Slovenije - GIT
- Sindikat gozdarstva Slovenije
- Sindikat delavcev gradbenih dejavnosti Slovenije - SDGD
- Sindikat kemične, gumarske in nekovinske industrije Slovenije - KNG
- Sindikat kmetijstva in živilske industrije Slovenije - KŽI
- Sindikat komunale, varovanja in poslovanja z nepremičninami Slovenije - SKVNS
- Sindikat kovinske in elektroindustrije Slovenije - SKEI
- Sindikat kulture Slovenije - GLOSA
- Sindikat lesarstva Slovenije - SINLES
- Sindikat ministrstva za obrambo - SMO
- Sindikat poklicnega gasilstva Slovenije - SPGS
- Sindikat delavcev prometa in zvez Slovenije - SDPZ
- Svobodni sindikat Slovenije - SSS
- Sindikat športnikov Slovenija - SŠS
- Sindikat tekstilne in usnjarsko-predelovalne industrije Slovenije - STUPIS
- Sindikat delavcev trgovine Slovenije - SDTS
- Sindikat upokojencev Slovenije - SUS
- Sindikat delavcev v vzgojni, izobraževalni in raziskovalni dejavnosti Slovenije - VIR
- Sindikat obrtnih delavcev Slovenije - SODS
- Sindikat zdravstva in socialnega skrbstva Slovenije - SZSSS